# Komaki Kurihara
Komaki Kurihara (jap. 栗原 小巻, Kurihara Komaki; * 14. März 1945 in Tokio) ist eine japanische Schauspielerin.
Berühmt wird sie Anfang der 1970er Jahre mit Kei Kumais Filmen The Long Darkness und Sandakan, Haus Nr. 8 (Sandakan hachiban shōkan bōkyō, 1974). Ein weiterer Erfolg wird der Thriller Drei Briefe, die nicht abgeschickt wurden. In der UdSSR spielt sie die Hauptrollen in Moskau, meine Liebe, Melodien einer weißen Nacht, Die Besatzung und Tote Kinder lachen nicht.